# Aenigmina aenea
Aenigmina aenea är en fjärilsart som beskrevs av Le Cerf 1912. Aenigmina aenea ingår i släktet Aenigmina och familjen glasvingar. Inga underarter finns listade i Catalogue of Life.